# Szolnoki vár
Szolnok az Alföld közepén található, fontos vízi és szárazföldi csomópontok kereszteződésénél alakult ki a 10-11. században. A vízi szállítás, a sóút felügyelése, a tiszai fakereskedelem, valamint Buda és Erdély között létesült hadi utak, valamint a főváros közelsége (100 km) miatt a török hódítás korában, az 1848–49-es forradalom és szabadságharcban, a Tanácsköztársaság idején, a második világháborúban és 1956-ban megmutatkozott a hely jelentősége. Nem véletlen, hogy ma is jelentős katonai támaszpont található itt.
Hasonló okok miatt fejlesztették fel 1551–52-ben is az addig csak palánkvárként létező várat. Feladata a török hadak feltartóztatása és az akkori ország gerincének, a Felvidéknek védelme lett volna.
A szolnoki vár ma már gyakorlatilag nem látható, nyomai sem maradtak, hacsak nem a mai Zagyva-ág, ami a Tiszába torkollik. Már az Árpád-korban is állt földvár a Tisza és a Zagyva torkolatánál, a tulajdonképpeni palánkvár kiépítésére azonban csak 1551-ben került sor. A törökök, majd a 17. században császári várkapitányok még bővíttették a várat, azonban a Rákóczi-szabadságharc után végképp az enyészet jutott osztályrészéül. Köveit építkezésekre hordták szét.

## A vár felépítése

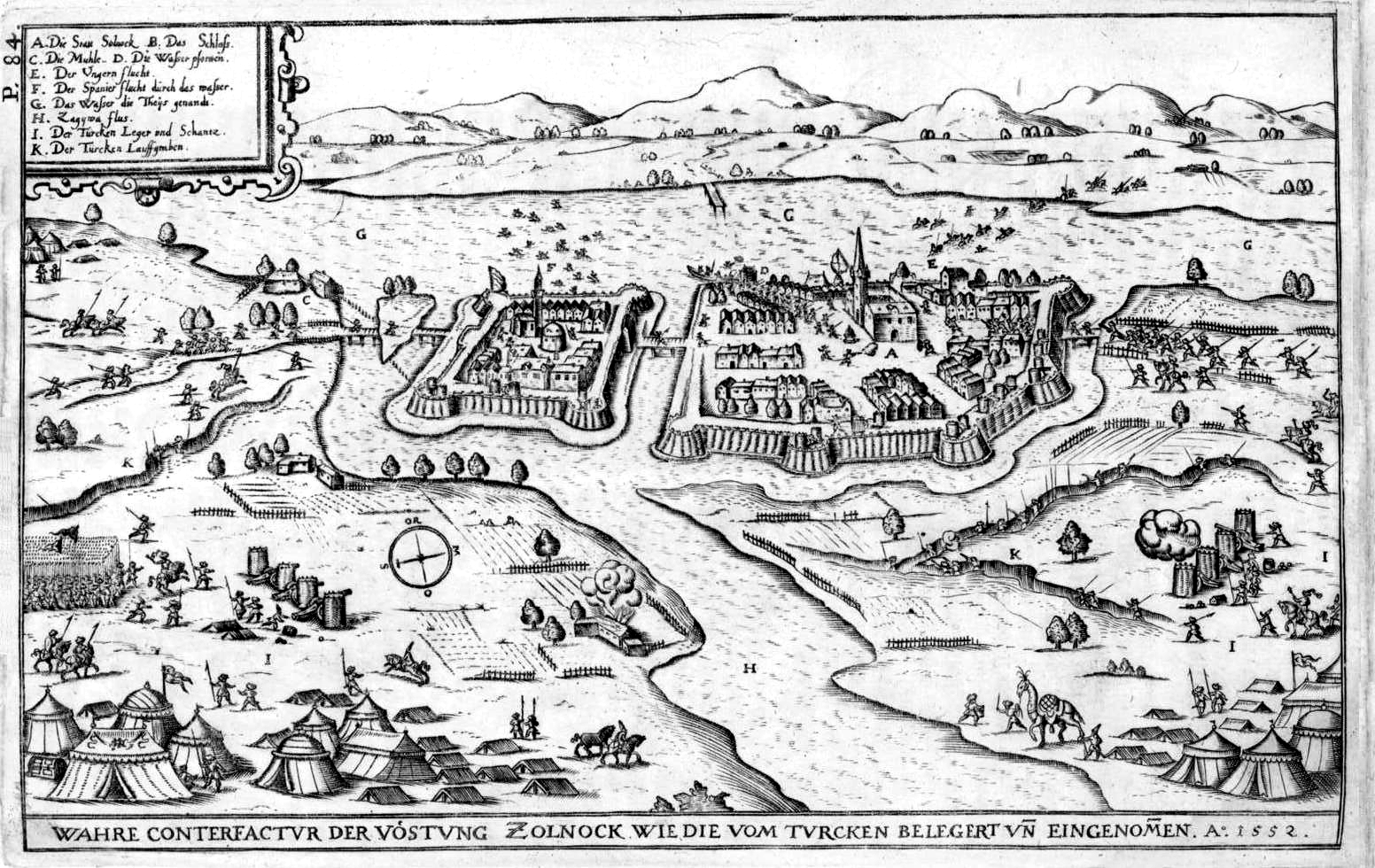
A szolnoki vár 1552-es rézmetszeten. Megjegyzendő, hogy a háttérben álló Mátra hegyei tiszta időben valóban láthatók Szolnokról, de 180 fokkal elforgatva

Szolnoknak a végvárrendszerben betöltött fontos szerepét a térképre tekintve érthetjük meg. A törökök számára, Temesvár és a Duna-Tisza-Maros szögének elfoglalása után, mindössze Szolnok és Eger vára maradt mint jelentős akadály a királyi Magyarországgal szemben. Magyar, erdélyi, bécsi hírszerzők jelentették 1552 júniusa óta, hogy a törökök Temesvár eleste után előbb Szolnok, majd Eger ostromára indulnak. Az említett két vár elfoglalása erős érdekében állt a budai basának, Alinak. Miután a legjelentősebb síksági erődök elestek, I. Szulejmán szultán utasította Ahmedet, Alit és Mohamedet, hogy hadaikat a két végvár ellen vezényeljék.
A régi szolnoki földvár helyén I. Ferdinánd utasítására 1550-51-ben, a török veszély miatt, Szolnokot városfallal vették körbe (részben Dobó István terve szerint), várát megerősítették, élére Nyáry Lőrincet nevezték ki. Az építés főszervezője Nicolaus Salm generális volt, a munkaerőt helyi és odavezényelt hadinépek, valamint nagyszámú jobbágy adták. Bár használtak követ is, az 1552-es vár szerkezetét a korabeli dokumentumok szerint a Modus Hungaricus erődépítési stílus határozta meg. Ennek lényege, hogy a talajba 1-2 méter mélyre levert gerendákból kettős palánkfal épült. Az egyes csölöpöket ácsolással vagy vesszőfonattal összerögzítették, ezután a két fal közét földdel és agyaggal rétegekben töltötték fel, majd azt alaposan ledöngölve rendkívül kemény és tartós szerkezetet kaptak. A szerkezetet kívülről fonattal és agyagtapasztással burkolták a tűzállóság fokozására, egyben a kezdetleges ágyúk ellen is nyújtott némi védelmet. Mivel a korabeli lövegek pontossága és tűzgyorsasága kicsi volt e falak a 16. század derekán megfelelő védelmet nyújtottak.
. A rézkarcokon látható, hogy a szabálytalan négyszög alaprajzú, sarkain egy-egy ágyúrondellával biztosított végvárt kiterjedt várárok vette körül. A vár fülesbástyákkal való kiegészítése csak magát a tényleges várat érintette és csak a török kiűzése során kerülhetett sor e toldásra, ahogy az a különböző korok metszetein egységesen jól nyomon követhető.

## Az 1552-es török ostrom

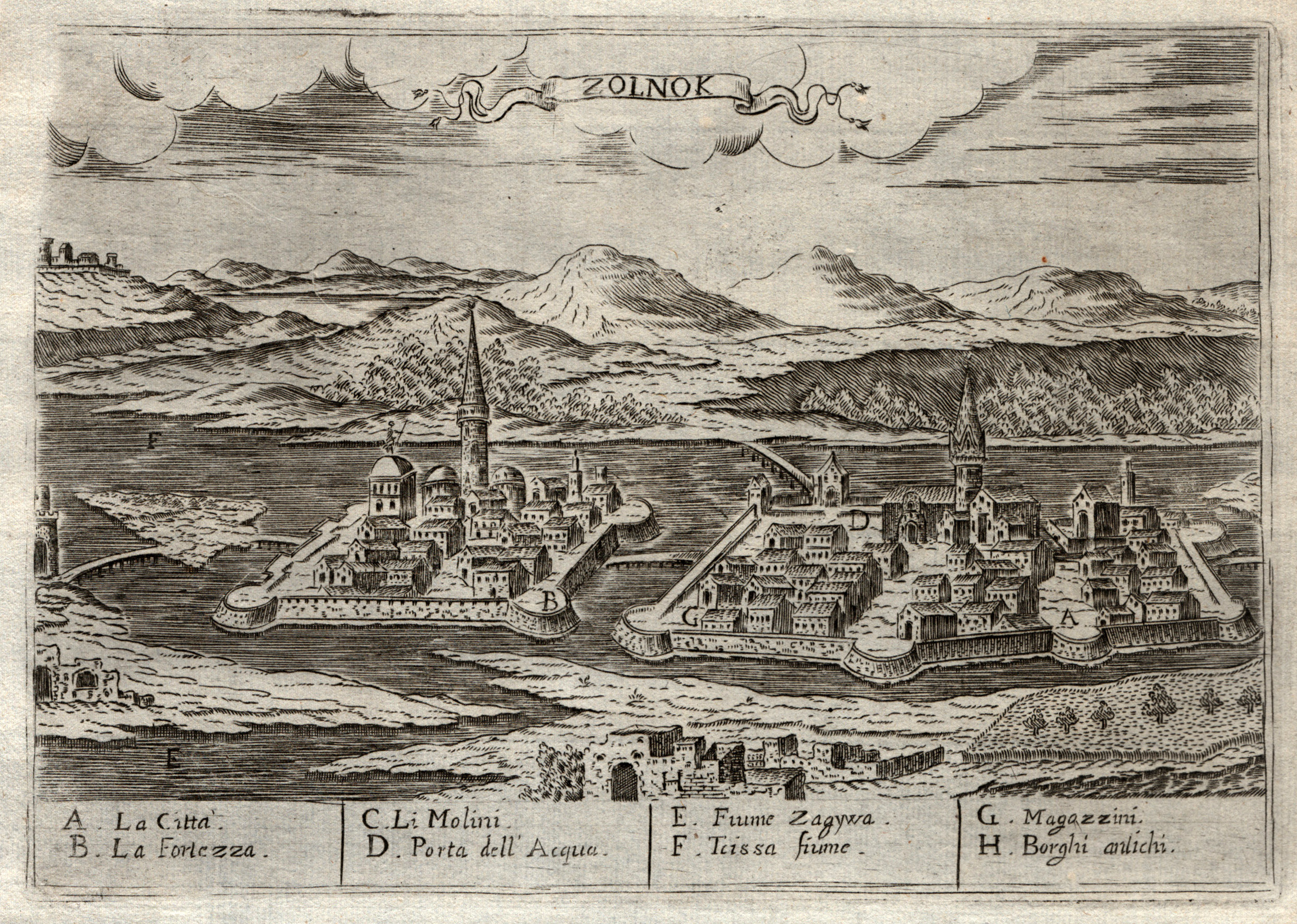
A szolnoki vár rézmetszeten. Elképzelhető, hogy a szerző nem ismerte a helyszínt, vagy stilizáltan ábrázolta a környezetet, mert a tájkép teljesen helytelen, a vár és a folyók viszont történetileg hűek

Nyáry parancsnoksága alá 1400 főnyi spanyol, német, cseh és kis számú magyar katona tartozott. A vár 24 ágyúval, 3000 puskával, 800 mázsa lőporral és nagy mennyiségű élelmiszerrel volt felszerelve. A munkálatokat 1552 nyarán megkezdték, és nagy sietséggel haladtak. Megásták a Zagyva mai torkolati szakaszát, ami tehát nem az eredeti medre a Zagyvának. Az eredeti mederrész mára feltöltődött és mindössze egy kisebb tó maradt belőle a mai MÁV-kórház előtt. Ma úgy ismert, mint az egykori várárok maradványa.
1552. szeptember 2-án Ahmed Ali basa 40 000 fős serege ostromzár alá vonta a várat. Először a német zsoldosok foglalkoztak a szökés gondolatával, mégis, a magyar naszádosok szöktek meg legelőször. Szeptember 3-án, éjjel, a magyar és spanyol lovasok átúsztattak a Tiszán, majd a naszádosok visszatértek a gyalogosokért. 1552. szeptember 4-én éjszaka a zsoldosok elmenekültek, sorsára hagyva a várat. A várkaput reggelre nyitva hagyták, Nyáry Lőrinc és a hozzá hű 50 hajdú fogságba estek.
Mekcsey a következőket írta húgának négy nappal a török előhadnak Egerbe érkezése előtt:
„…egyebet nem írhatok… hanem mindennap fejünkre várjuk az sulykot, mert immár Szolnokot is megadták az árulók.”
Ahmed és Mohamed mintegy 2000 fős helyőrséget hagyott Szolnok várában, mielőtt Eger ellen indultak.
A várat a törökök 1685-ig megszállva tartották.

## A vár a török korban

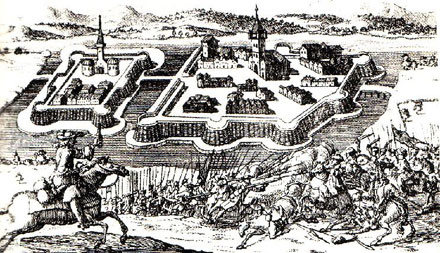
Csatajelenet a szolnoki vár alatt

A törökök 1553-ban létrehozták a szolnoki szandzsákot és jelentős építkezésekbe fognak. 1562-ben itt épült fel az ország első állandó Tisza-hídja. A szolnoki török kori híd maradványai napvilágra kerültek a Tisza 2003-as augusztusi alacsony vízállásakor.
Tartózkodásuk alatt a törökök minaretet, dzsámit és fürdőt is építettek, amelyek a későbbi harcok folyamán és nagyrészt szándékos pusztítások miatt teljesen megsemmisültek. Ennek ellenére a minaret alapjai megmaradtak, s ma egy díszkút hirdeti egykori helyét. Szolnokon másolták az egyetlen Magyarországon készült török kódexet, amely Szulejmán hadjáratát írja le Magyarországon. A hódoltság korából török és magyar kerámiák maradtak ránk.

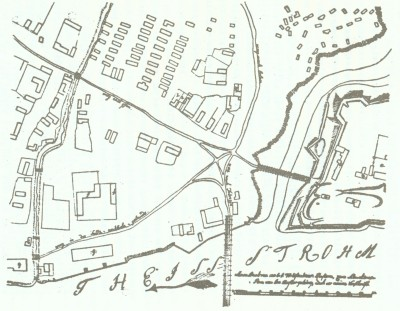
A szolnoki vár 1778-as felmérési rajza a bécsi Hadilevéltárból. Bal oldalon a vizesárokkal körülvett „Kamarai város” a sóházak alaprajzával, jobbról pedig a vár részlete látható

## A város a török hódoltság után
1685-ben felszabadult a város és a vár a török hódoltság alól Claude Florimond de Mercy és Sigbert Heister tábornokok vezérletével, ami egyben nagy károkat is okozott. Antonio Caraffa fővezér a várat stratégiai fontossága miatt kijavíttatta. A bécsi Hadilevéltárból előkerült pontos terepfelmérési rajz szerint 1778-ban a szolnoki vár egykori rondellái helyén már sokszögű bástyák álltak. Valószínűleg ekkor egészítették ki kővel jelentősebb mértékben a várat, s nem 1552-ben. A felmérési rajzon látszik, hogyan csatolták az egykori rondellák helyére a sokszögű bástyákat. Az is említésre méltó, hogy ekkorra már elpusztult a török kori híd, ezért a megváltozott, megmagasított vár helyett a városba vezették a hidat, így az átkerült a Zagyva jobb partjáról annak bal partjára. Lényegében ez képezte a későbbi hidak alapját. Ebben az időszakban a város körüli, fagerendákkal megerősített rondellák és a városfal már nagy mértékben lepusztult, a várost egykor védeni hivatott várárok feltöltődött és csak a Tisza magasabb vízállásai esetén töltötte be szerepét. Az, hogy az eredeti városfalat megtartották, azt a szolnokiak nagyon is megérthetik, ha az utóbbi négy évtized nagy árvizeire gondolnak. Az egykori várost körülvevő várárok emlékét a „Tófenék utca” elnevezés ma is őrzi, ami a várárok északnyugati részén található.
1697-ben Thököly Imre a várat felgyújtatta. A Rákóczi-szabadságharc eseményei 1697-ben, 1703-ban és 1706-ban elérték Szolnokot és a város újra a földdel vált egyenlővé. 1706-ban II. Rákóczi Ferenc vezére, Deák Ferenc felgyújtatta a várat, hogy ne vegyék hasznát a császáriak, mire Jean Rabutin császári hadvezér a romladozó vár köveit széthordatta. 1710-ben a Rákóczihoz hű csapatok a várat újra hatalmukba kerítették, de Jacob Joseph Cusani lovassági tábornok csapatai elől október 10-én ismét kiürítették. A Rákóczi-szabadságharc után a várat végleg tönkretették, maradványait széthordták.
A vár tervszerű lebontása 1799–1811 között ment végbe.

## Képgaléria

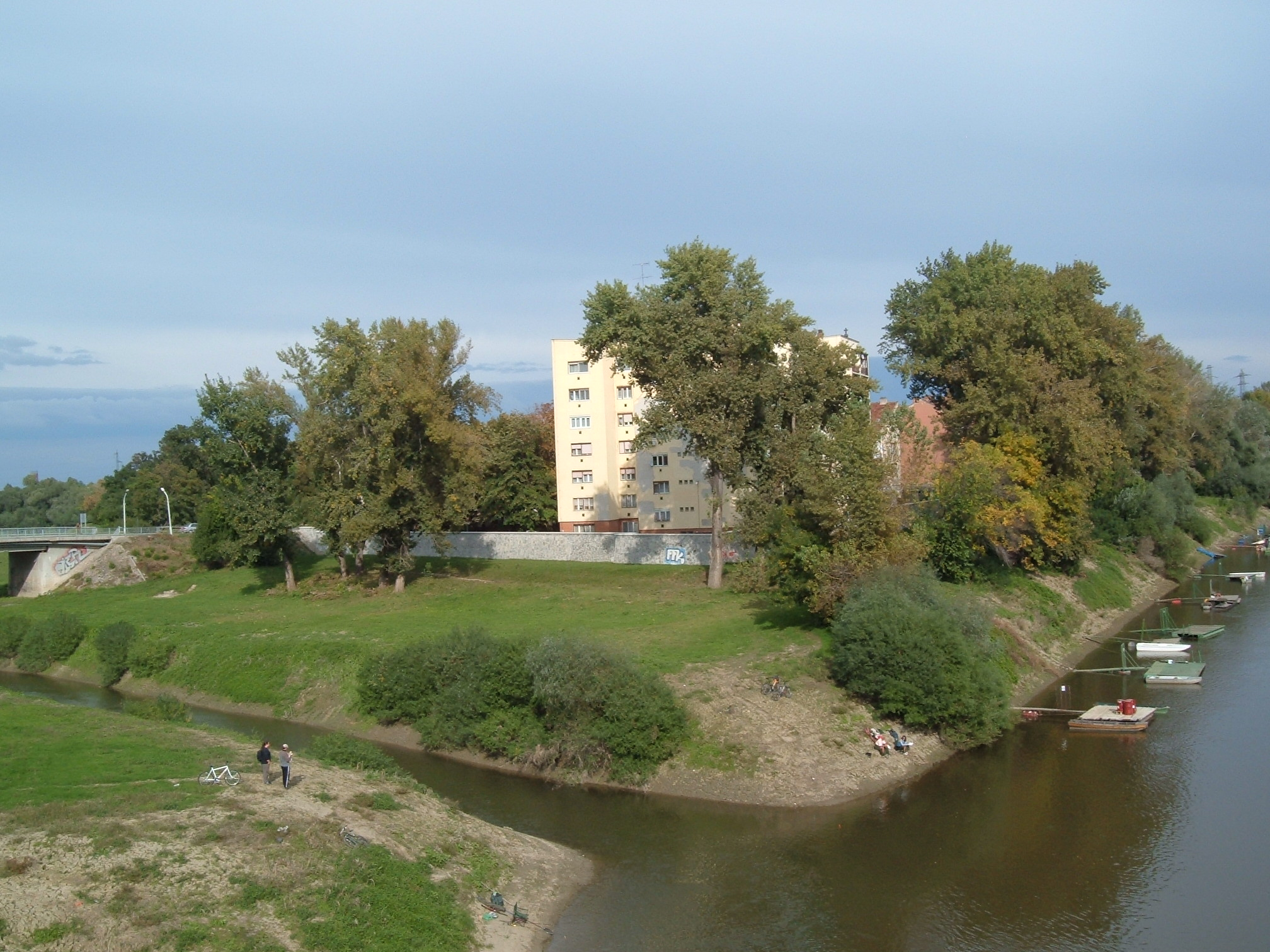
A szolnoki Zagyva-torkolat, ahol egykor a szolnoki vár állt
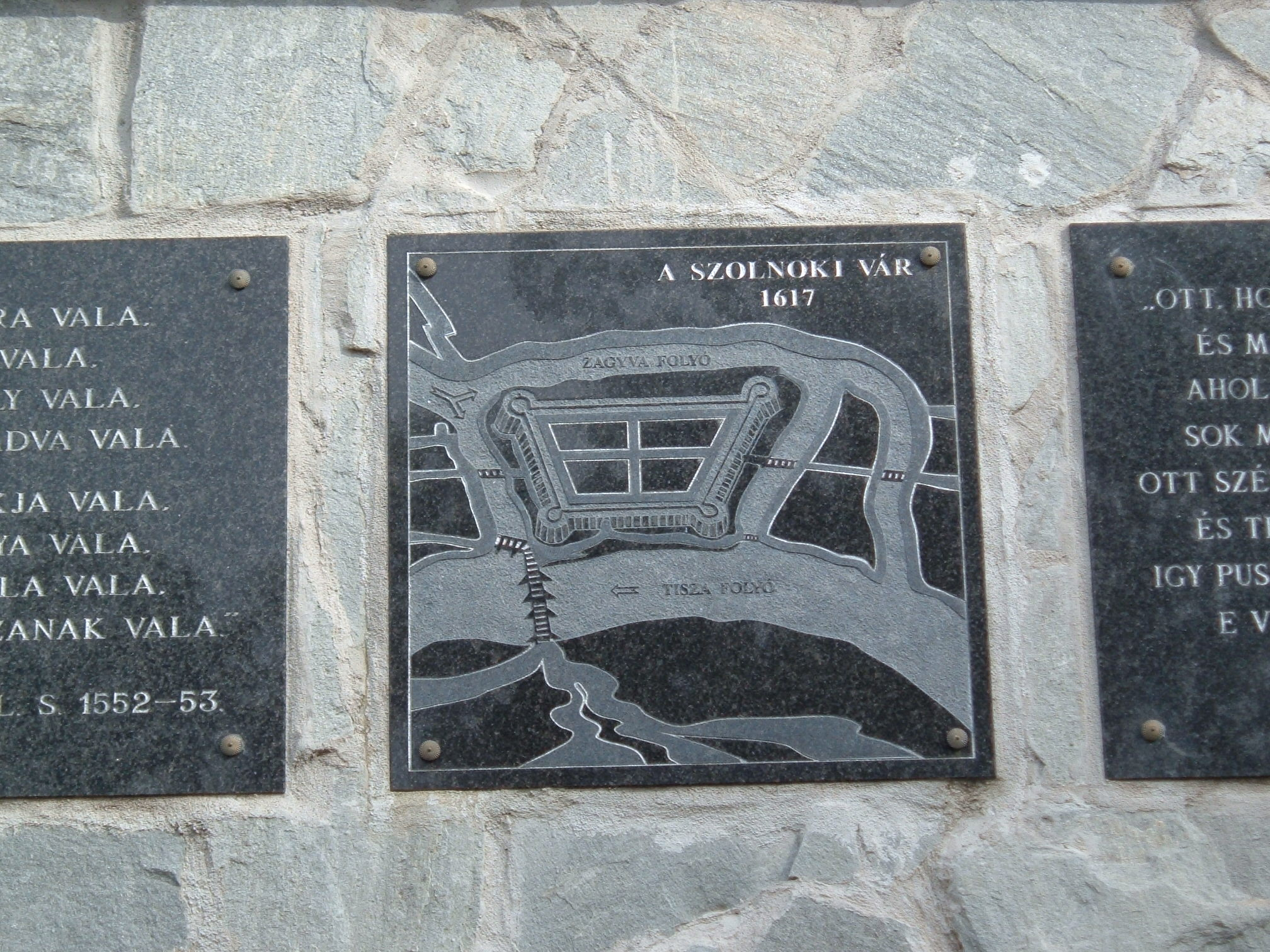
Plakett az újraépített várfalon
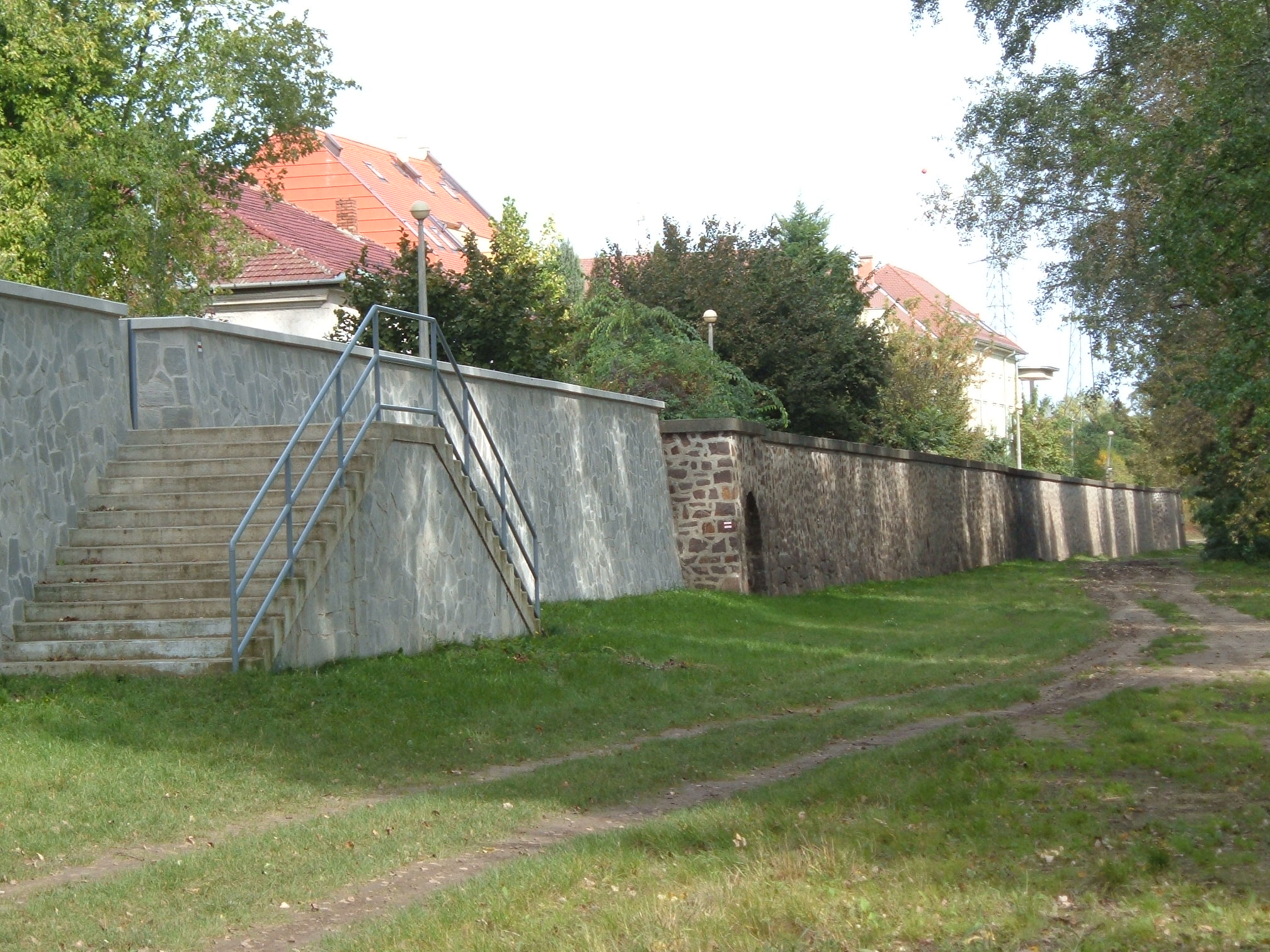
Az egykori várfal helyén felépített modern árvízvédelmi fal
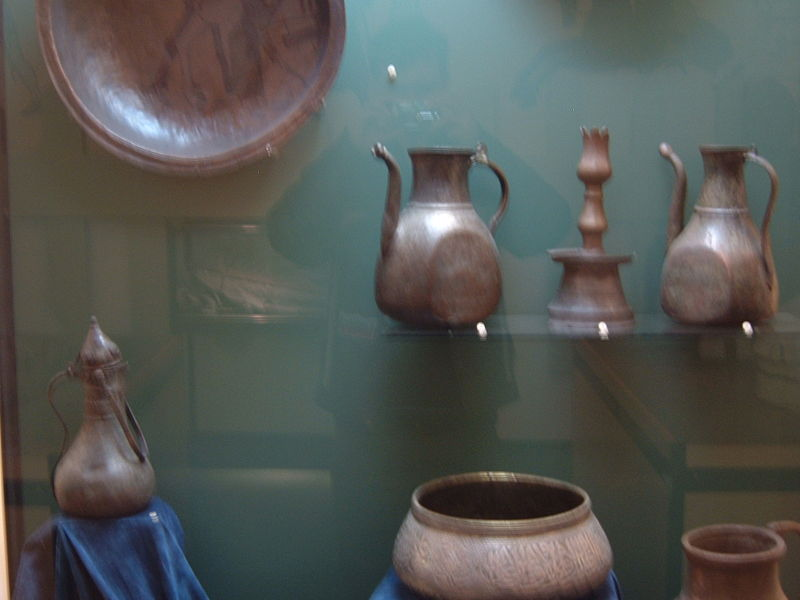
Török kori edények a Szolnoki várból (Damjanich János Múzeum)
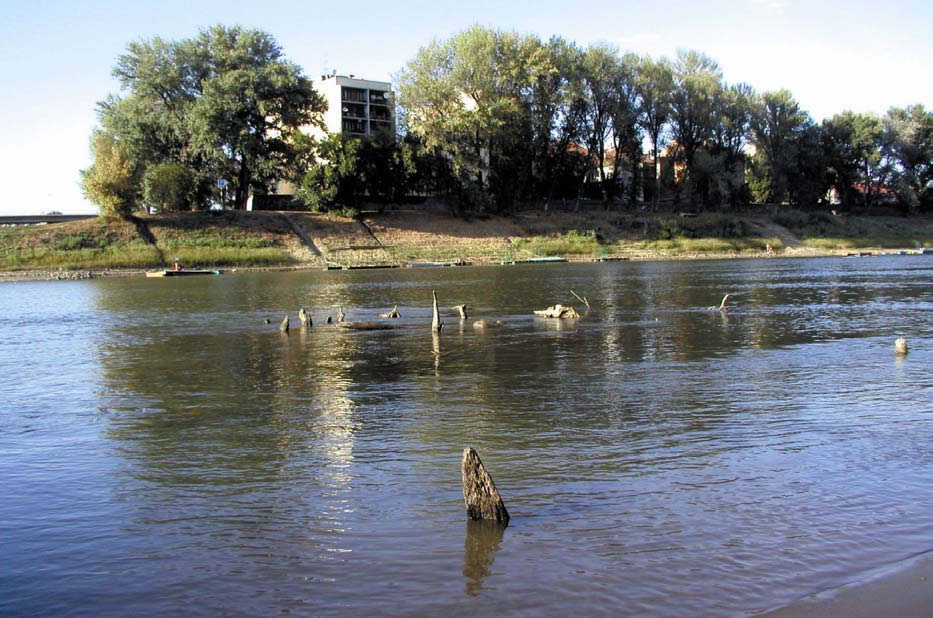
A török hódoltság korabeli fahíd cölöpzetének maradványai
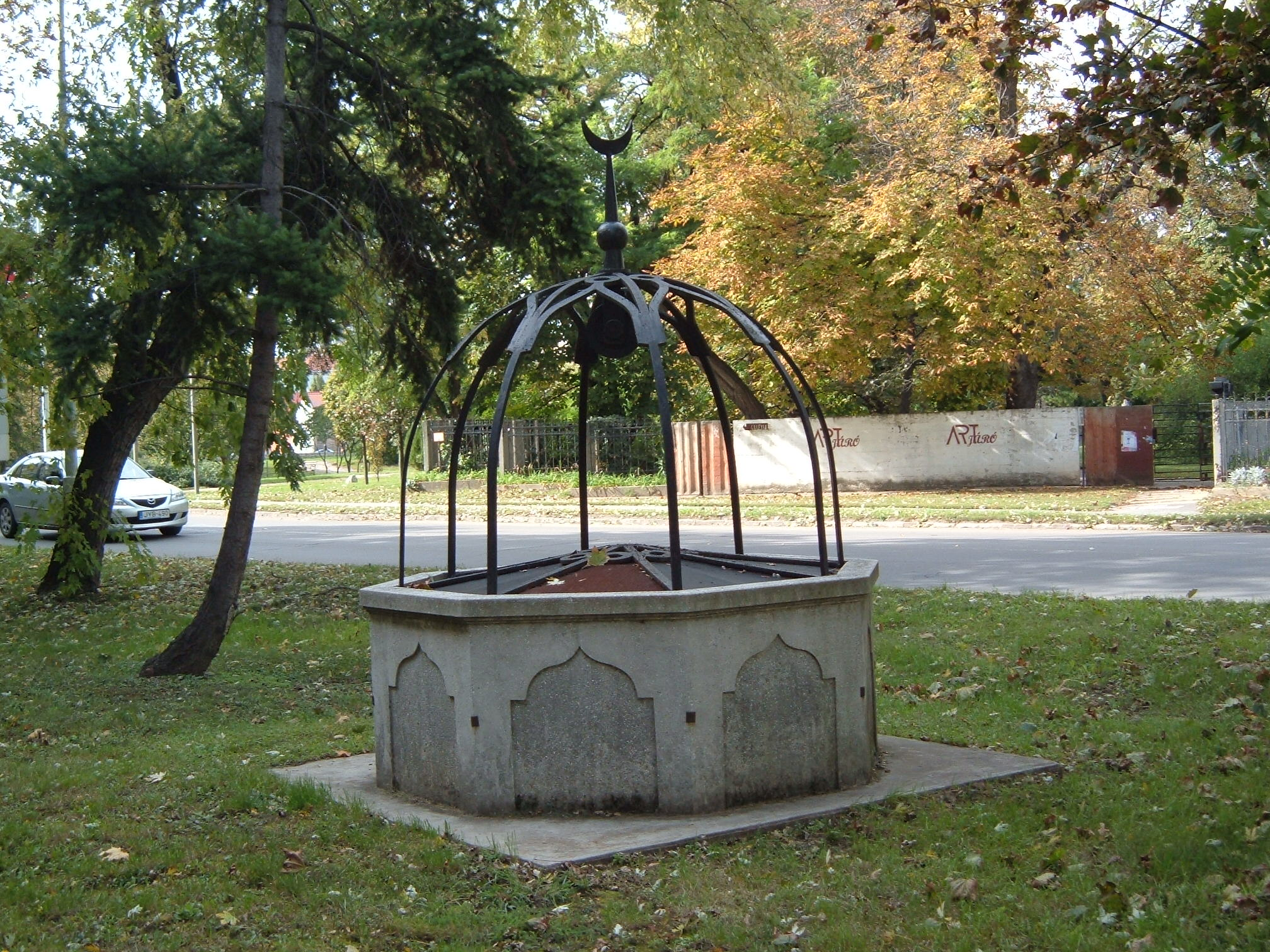
Az ún. „török kút”, valójában az egykori minaret helyén áll
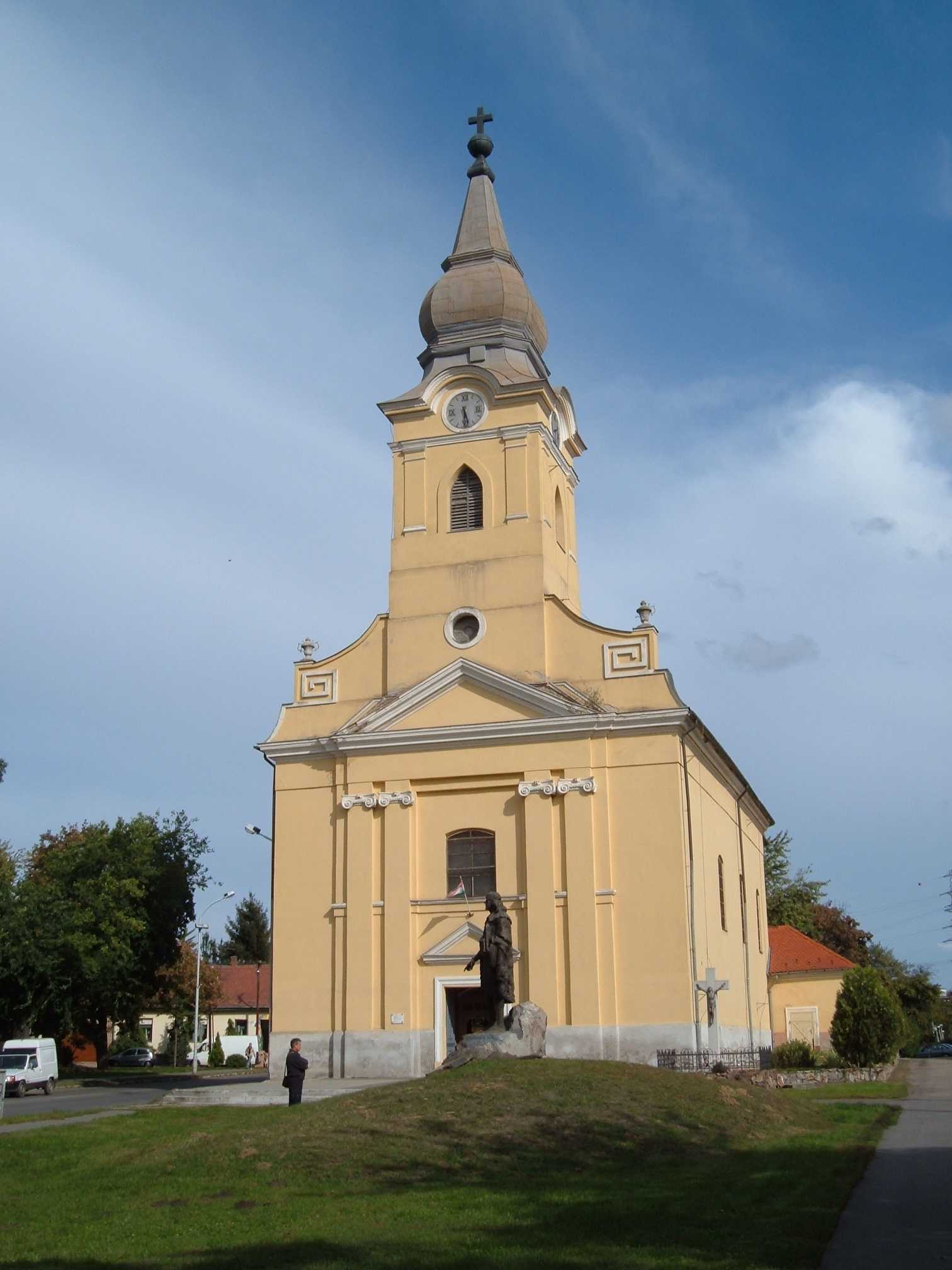
A szolnoki vártemplom
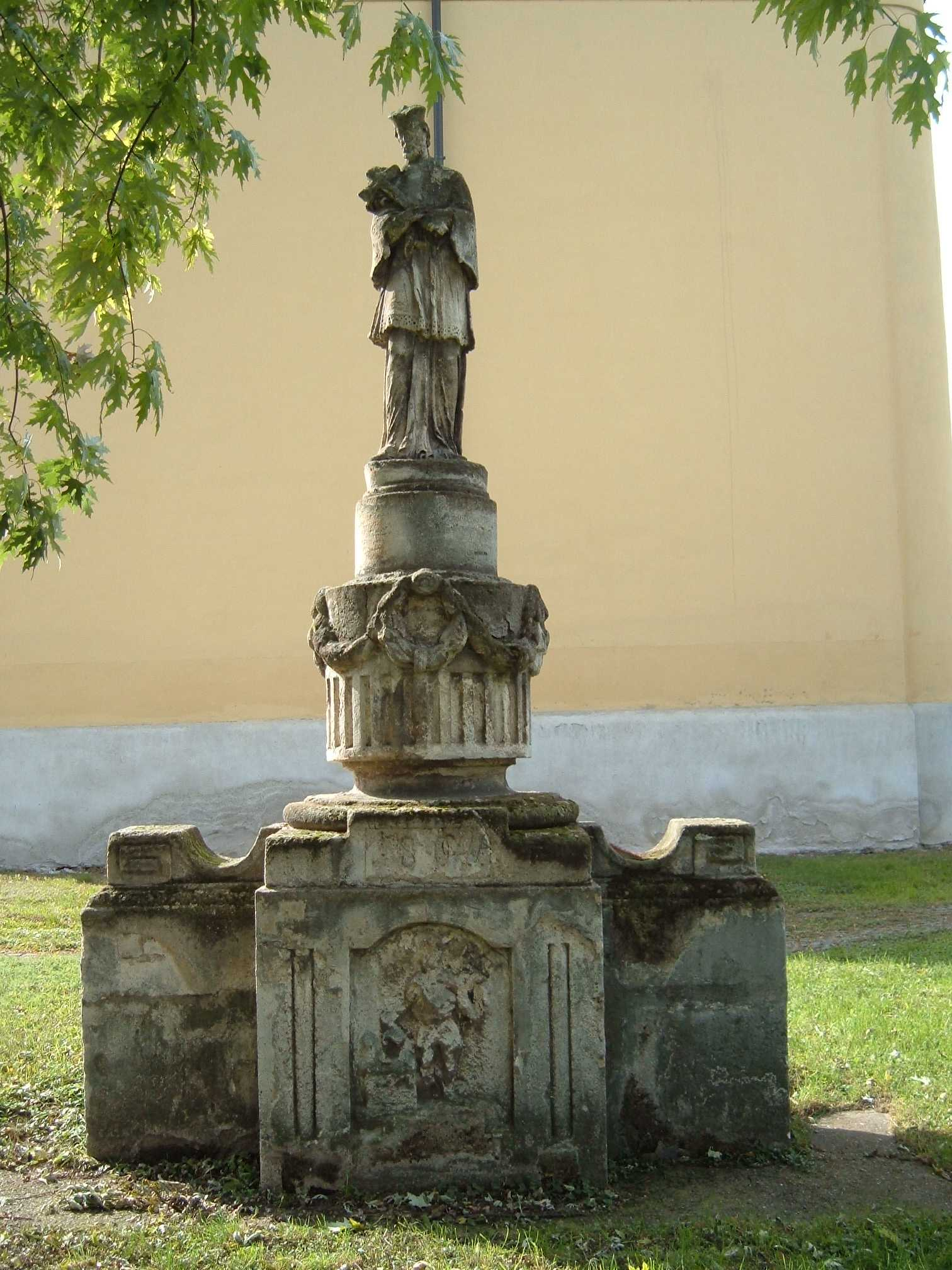
Nepomuki Szent János szobra (1804.) a Vártemplom mögött
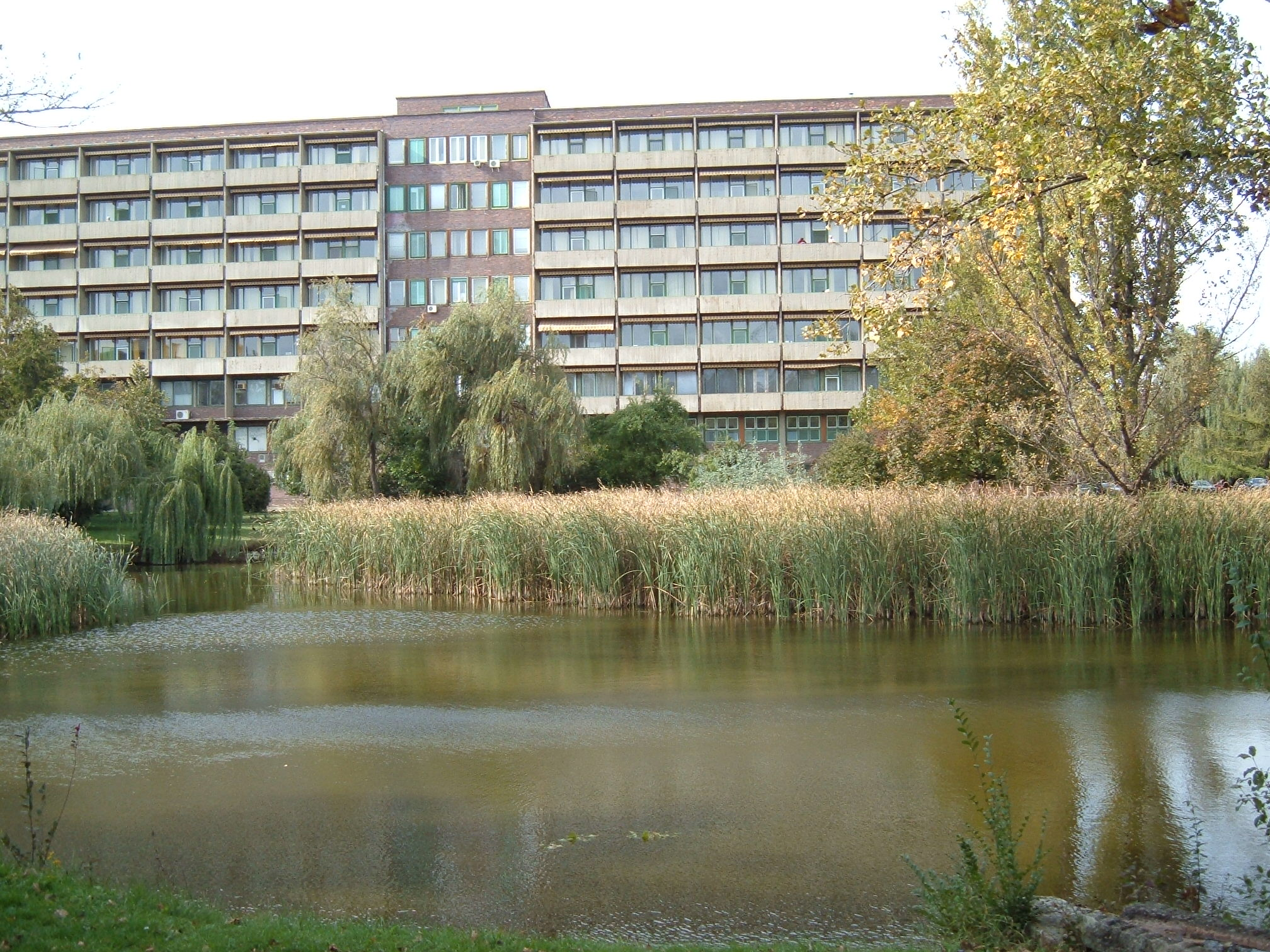
Az egykori várárok maradványa
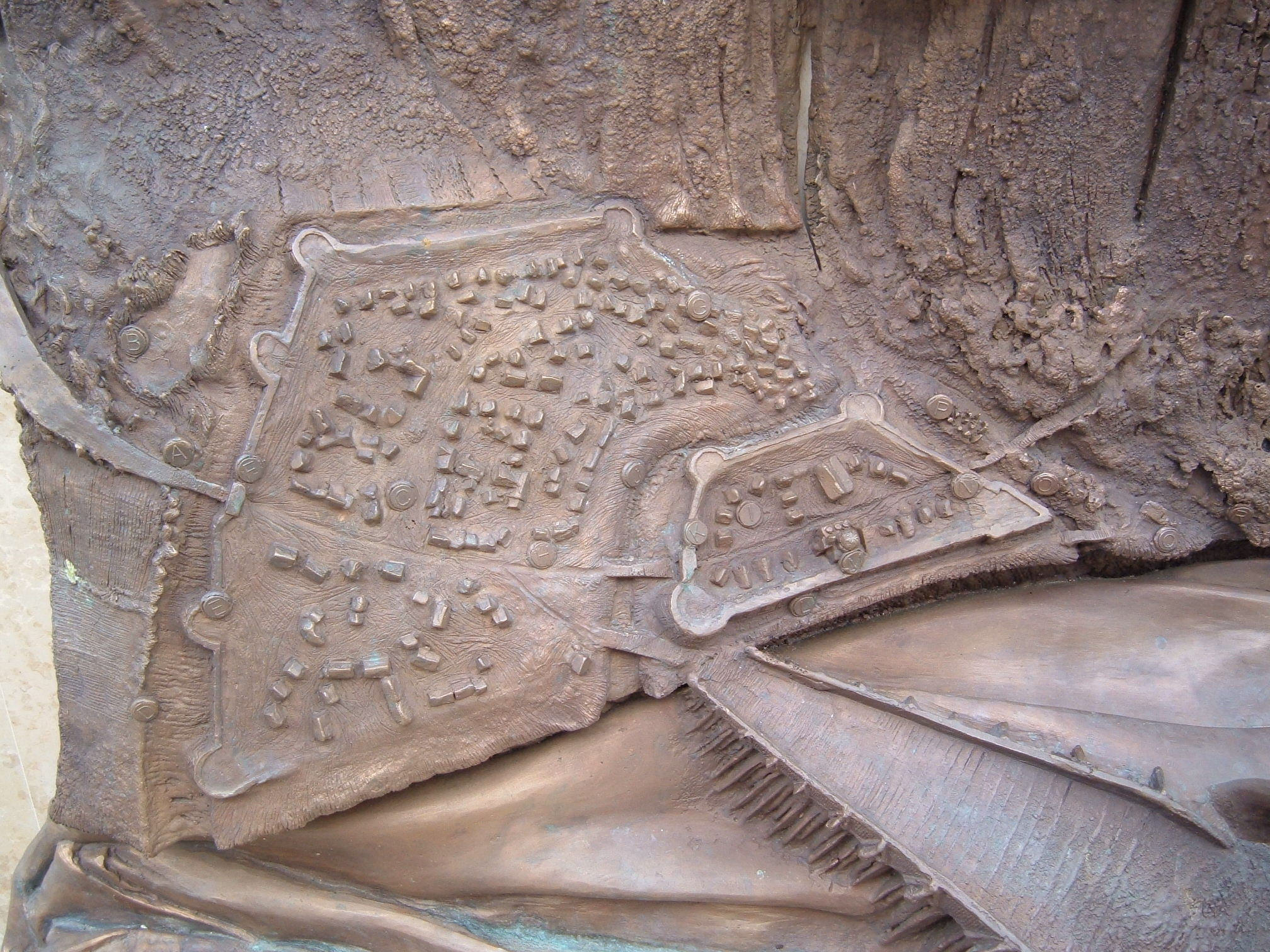
A 2008-ban felújított Kossuth-tér plakettje a szolnoki várról
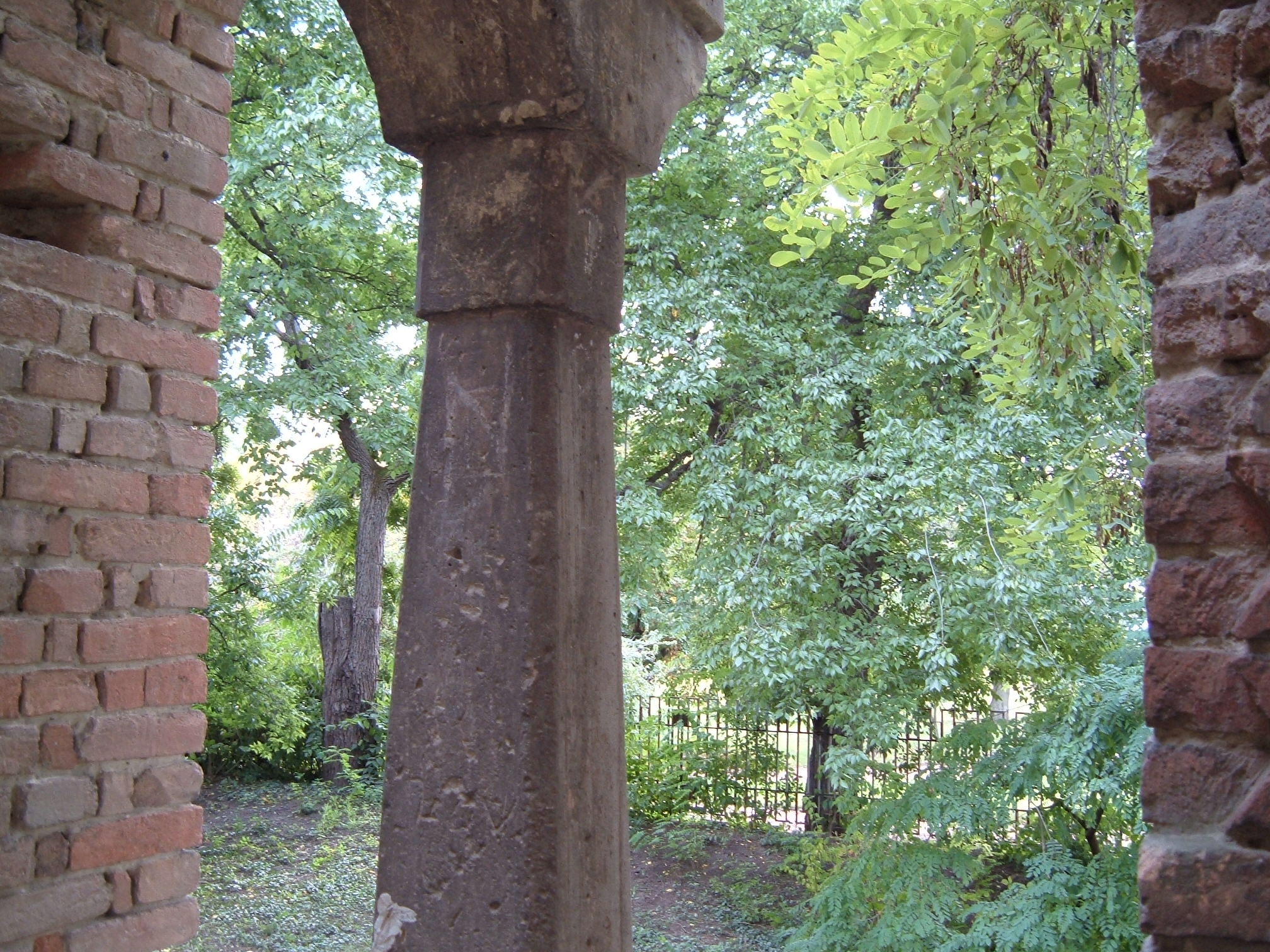
Műrom a szolnoki várban, a Szolnoki Művésztelep kertjében
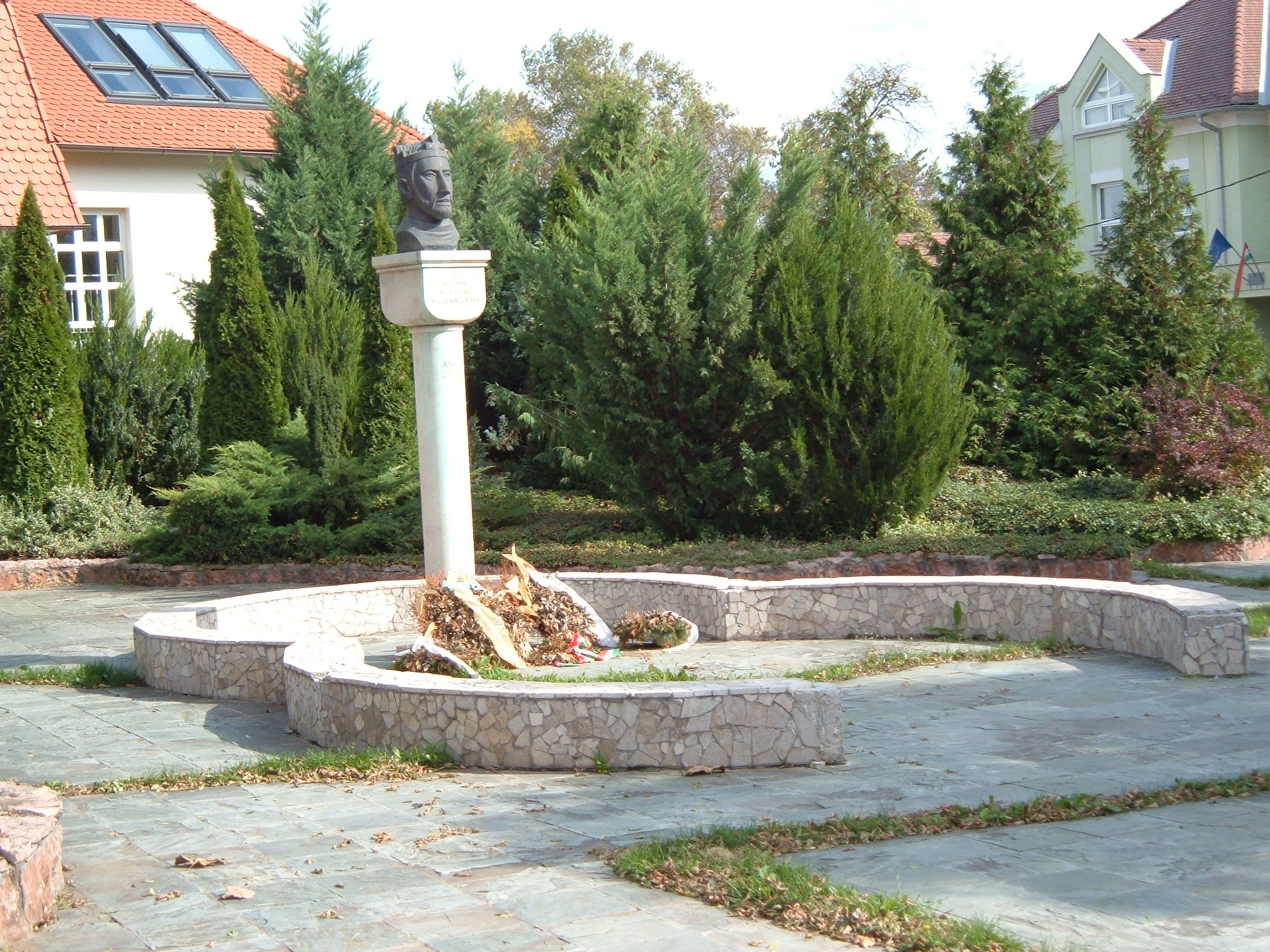
Millenniumi emlékmű Szent István fejszobrával

## Kapcsolódó oldalak
- Szolnok történelme
- Szolnok
- Szolnoki török kori híd
- Szolnoki művésztelep

## Külső hivatkozások
- Szolnok város honlapja Archiválva 2013. április 11-i dátummal a Wayback Machine-ben
- Jász-Nagykun-Szolnok Vármegyei Levéltár
- Szolnok Info
- Szolnokvédő
- Múlt-kor történelmi portál
- Szekeres Lukács Sándor: Kodáros kincsei, Fejezetek Felsősófalva és a Székely-Sóvidék történelméből/
- A Tiszai végvár - Szolnok 1552, youtube.com